# Semolina
Semolina – gruboziarnista mąka lub drobna kasza otrzymywana z pszenicy twardej (durum), używana do przemysłowej produkcji makaronu lub kuskusu. Semolina ma barwę żółtą i kremowo- żółtą.